# Bernasconi
Bernasconi é um município da província de La Pampa, na Argentina.